# Hyparrhenia subplumosa
Hyparrhenia subplumosa är en gräsart som beskrevs av Otto Stapf. Hyparrhenia subplumosa ingår i släktet Hyparrhenia och familjen gräs. Inga underarter finns listade i Catalogue of Life.